# OpenWrt
OpenWrt é uma distribuição Linux embarcada, tipicamente usada em roteadores wireless, com o objetivo de criar diversas funcionalidade e ser um sistema operacional de fácil modificação.
O suporte originalmente foi limitado ao modelo Linksys WRT54G, mas desde sua rápida expansão incluiu suporte para outros fabricantes e dispositivos, incluindo o Netgear, D-Link, ASUS e alguns outros. O roteador mais popular segue sendo o Linksys WRT54G e o ASUS WL500G. OpenWrt utiliza principalmente uma interface de linha de comando, mas também dispõe de uma interface web em constante melhora. O suporte técnico é provido,  como na maioria dos projetos de Software Livre, através de forums e seu canal IRC.
O desenvolvimento de OpenWrt foi impulsionado inicialmente graças à licença GPL, que obrigava a todos aqueles fabricantes que modificavam e melhoravam o código, a liberar este código contribuindo cada vez mais ao projeto em geral. Pouco a pouco o software tem crescido e já encontra-se com características implementadas que não existem em muitos outros fabricantes de dispositivos comerciais usados no setor não profissional, tais como QoS, VPN e outras características que dotam a OpenWrt como um dispositivo realmente potente e versátil, permitindo utilizar os hardware onde se executa o OpenWrt em não só como roteadores, mas também como servidores de arquivo, nós P2P, servidores de webcams, firewall ou portas de acesso VPN.

## Origem de OpenWrt
O projeto OpenWrt iniciou em janeiro de 2004. As primeiras versões do firmware OpenWrt foram baseadas no código fonte GPL de Linksys para o router WRT54G e o buildroot desenvolvido pelo projeto uClibc. Essa versão foi denominada pelo nome OpenWrt "versão estável" e foi amplamente utilizada.
No início do ano 2005 novos desenvolvedores uniram-se à equipe. Após alguns meses de desenvolvimento à portas fechadas, a equipe decidiu publicar a primeira versão "experimental" do OpenWrt. As versões experimentais empregam um sistema de construção altamente modificado, baseado em buildroot2 do projeto uClibc.
OpenWrt utiliza os fontes do kernel GNU/Linux oficiais e somente agrega correções relacionados aos SoC e controladores para as interfaces de rede. A equipe de desenvolvimento tenta re-implementar a maior parte do código proprietário dentro dos arquivos tar (tarballs) fornecidos pelos diferentes fabricantes. Existem várias ferramentas livres para escrever novas imagens de firmware à memória flash (mdt), para configurar o chip de rede sem fio (wlcompat/wificonf), e para programar o switch ethernet com suporte VLAN mediante o pseudo-sistema de arquivos proc.
O nome da primeira versão liberada do OpenWrt é a "White Russian". O desenvolvimento da versão White Russian finalizou com a liberação do OpenWrt 0.9. As subsequentes liberações eliminaram o prefixo '0.' do esquema de numeração da versão, e incluíram o ano de liberação da versão em particular. Consequentemente, OpenWrt 7 e 8, ambos da corrente "Kamikaze" foram liberados entre 2007-2008. Em 2010, o OpenWrt 10 ficou pronto numa nova linha de versão com o apelido "Backfire". A versão estável mais recente é OpenWrt 23.05.2 de 15 nov 2023 .

## Historial de Versões
Versão em Desenvolvimento
- Trunk snapshots 	continuamente 	Chaos Calmer

Versão Estável
- LEDE - 17.01.0 21 Fev 2017 (https://lede-project.org/)
- Chaos Calmer 15.05.1   16 Mar 2016
- Barrier Breaker 14.07 	Outubro 2014 	Barrier Breaker 	r42625
- Attitude Adjustment 12.09 	Abril 2013 	Attitude Adjustment 	r36088
- Backfire 10.03.1 	Dezembro 2011 	Backfire 	r29592
- Backfire 10.03 	Abril 2010 	Backfire 	r20728
- Kamikaze 8.09.2 	Janeiro 2010 	Kamikaze 	r18801
- Kamikaze 8.09.1 	Junho 2009 	Kamikaze 	r16278
- Kamikaze 8.09 	Setembro 2008 	Kamikaze 	r14510
- Kamikaze 7.09 	Setembro 2007 	Kamikaze 	r7831
- Kamikaze 7.07 	Julio 2007 	Kamikaze 	r7832
- Kamikaze 7.06 	Junho 2007 	Kamikaze 	r7204
- White Russian 0.9 	Janeiro 2007 	White Russian 	r6257

O esquema para designação dos números de versão para a linha estável de OpenWrt está composto pelo ano e mês em que se criou o ramal para a nova versão estável (branch). Um terceiro número indica se trata-se de uma libertação do tipo serviço ou provisório.